# Championnat d'Europe de baseball 1979
Navigation
Édition précédente Édition suivante
Le championnat d'Europe de baseball 1979, seizième édition du championnat d'Europe de baseball, a lieu du 11 au 19 août 1979 à Trieste et Ronchi dei Legionari, en Italie. Il est remporté par l'Italie.